# 사카모토촌 (가가와현)
사카모토촌(일본어: 坂本村)은 일본 가가와현 아야우타군에 있던 촌이다.

## 역사
- 1890년 2월 15일 - 정촌제 시행에 수반해 우타리군 히가시사카모토촌, 니시사카모토촌, 가와하라촌, 산토키촌이 합병해 합병해 사카모토촌이 성립하였다.
- 1899년 4월 1일 - 우타리군 아야군과 합병해 아야우타군이 되었다.
- 1956년 7월 1일 - 호쿤지촌과 신설합병해, 한잔정이 성립, 동일 사카모토촌은 폐지되었다.

## 참고 문헌
- 角川日本地名大辞典編纂委員会, 『角川日本地名大辞典 43 香川県』, 1985, 角川書店
- 四国新聞社 編『香川年鑑』 昭和29年、四国新聞社、高松市、1953年10月20日。doi:10.11501/2940066。 NCID BB10788678。OCLC 673819408。